# 比奇克里克牛營 (愛達荷州)
比奇克里克牛營（英語：Bitch Creek Cow Camp）是位於美國愛達荷州弗里蒙特縣的一個非建制地區。該地的面積和人口皆未知。

## 地理
比奇克里克牛營的座標為43°59′05″N 111°09′34″W / 43.98472°N 111.15944°W，而該地的平均海拔高度為1861米（即6106英尺）。